# لا مخرج (فلم 2022)
لا مخرج (بالإنجليزية: No Exit) هو فيلم إثارة أمريكي لعام 2022، من إخراج داميان باور، ومن سيناريو وتأليف أندرو بارر وغابرييل فيراري، تم إصداره في 25 فبراير 2022.

## روابط خارجية
- لا مخرج على موقع IMDb (الإنجليزية)
- لا مخرج على موقع ميتاكريتيك (الإنجليزية)
- لا مخرج على موقع روتن توميتوز (الإنجليزية)
- لا مخرج على موقع ألو سيني (الفرنسية)
- لا مخرج على موقع قاعدة بيانات الفيلم (الإنجليزية)
- لا مخرج على موقع ليتربوكسد (الإنجليزية)
- لا مخرج على موقع كينوبويسك (الروسية)